# Wood Lane (Hammersmith & City Line)

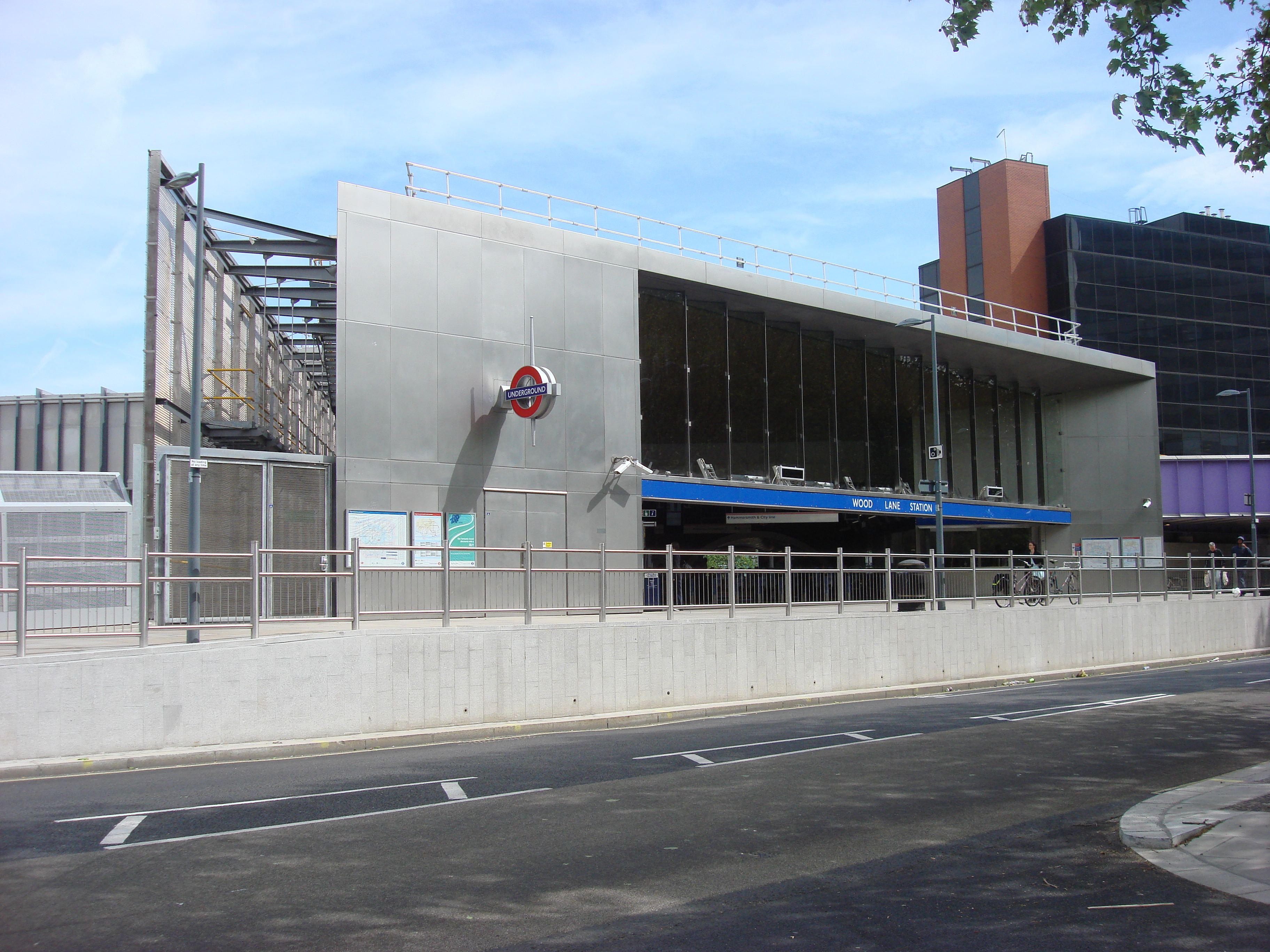
Stationsgebäude

Lage der Stationen in der Gegend um Shepherd’s Bush

Wood Lane ist eine oberirdische Station der London Underground im Stadtbezirk London Borough of Hammersmith and Fulham. Sie ist Teil des Stadtentwicklungsprojekts Westfield London an der Strecke der Hammersmith & City Line und liegt an der Wood Lane, in der Nähe des BBC Television Centre. Im Jahr 2014 nutzten 3,98 Millionen Fahrgäste die Station.

## Geschichte
Eröffnet wurde die Station am 12. Oktober 2008. Sie befindet sich in unmittelbarer Nähe zur Station White City der Central Line auf der gegenüberliegenden Straßenseite. Transport for London gab bekannt, dass es aufgrund der großen Beliebtheit der elektronischen Fahrkarte Oyster Card keine Fahrkartenschalter geben wird. Seit dem 13. Dezember 2009 halten hier auch Züge der Circle Line.
Wenige hundert Meter südlich, ebenfalls an der Strecke der Hammersmith & City Line, befand sich früher eine weitere Station namens Wood Lane. Diese wurde von der Metropolitan Line bedient und musste 1959 nach einem Brand auf dem hölzernen Bahnsteig geschlossen werden.

## Architektur
Das von Ian Ritchie Architects entworfene und vom Bauunternehmen Costain Group errichtete Stationsgebäude entstand auf einem unregelmäßig geformten Grundstück zwischen der Wood Lane und dem U-Bahn-Viadukt. Die Bauarbeiten waren komplex, da das Gebäude außerdem direkt über dem Tunnel der Central Line liegt, und fanden überwiegend nachts statt, um den Bahnbetrieb so wenig wie möglich zu beeinträchtigen. Das Gebäude besitzt eine 25 Meter hohe Glasfassade, die Hülle besteht aus kugelstrahligem rostfreien Stahl, aus mit Gold anodisch oxidiertem Aluminium sowie aus Granit. Die Station umschließt den U-Bahn-Viadukt, der Zugang zu den Bahnsteigen erfolgt über Treppen und Aufzüge beidseits der Ziegelsteinbögen.